# Vladimir Bakarić (pilot)
Vladimir Bakarić, hrvaški general in vojaški pilot, * 5. maj 1919, † 27. januar 1976.

## Odlikovanja
- Red bratstva in enotnosti
- Red zaslug za ljudstvo